# Filmåret 2015

## Mest inkomstbringande filmer
| Rang | Titel                                 | Distribution   | Intäkter       |
| ---- | ------------------------------------- | -------------- | -------------- |
| 1    | Star Wars: The Force Awakens          | Disney         | $2 068 178 225 |
| 2    | Jurassic World                        | Universal      | $1 670 400 637 |
| 3    | Fast & Furious 7                      | Universal      | $1 516 045 911 |
| 4    | Avengers: Age of Ultron               | Disney         | $1 405 413 868 |
| 5    | Minioner                              | Universal      | $1 159 398 397 |
| 6    | Spectre                               | Columbia / MGM | $880 674 609   |
| 7    | Insidan ut                            | Disney         | $857 427 711   |
| 8    | Mission: Impossible – Rogue Nation    | Paramount      | $682 330 139   |
| 9    | The Hunger Games: Mockingjay – Part 2 | Lionsgate      | $653 428 261   |
| 10   | The Martian                           | Fox            | $630 161 890   |

## Händelser
- 11 januari – Golden Globe-galan
- 26 januari – Guldbaggegalan
- 8 februari – BAFTA-galan
- 22 februari – Oscarsgalan
- 13–24 maj – Filmfestivalen i Cannes
- 18–23 september – Nordisk Panorama – Nordic Short & Doc Film Festival
- 2–6 oktober – Malmö Arab Film Festival

## Årets filmer
#
- 1944
- 2 nätter till morgon
- 3000 nätter

A
- Absolutely Anything
- The Age of Adaline
- Alena
- Aloha
- Alvin och Gänget: Gasen i botten
- American Poltergeist
- Angry Indian Goddesses
- Anomalisa
- Ant-Man
- Ardennerna
- Armi elää!
- The Assassin
- Avengers: Age of Ultron
- Avengers Grimm
- Avril et le monde truqué

B
- Bad Asses on the Bayou
- Barbie i Superprinsessan
- Barbie och hennes systrar i det stora valpäventyret
- Barbie Rock 'n Royals: Prinsessa på Rockäventyr
- Barça Dreams
- Barely Lethal
- Batman Unlimited: Animal Instincts
- Batman Unlimited: Monstermania
- Behemoth
- Berättelsen om Askungen
- The Big Short
- A Bigger Splash
- Blackhat
- Black Mass
- Bland män och får
- Blinky Bill filmen
- The Boy Next Door
- Brooklyn
- Bränd
- Bumerang
- By the Sea

C
- Chappie
- Child 44
- The Chosen
- Cirkeln
- Close Range
- Concussion
- Cop Car
- Creed
- Crimson Peak

D
- The D Train
- Daddy's Home
- The Danish Girl
- Danny Collins
- Dark Places
- De som sade nej
- Den ljuva flykten
- Dead Donkeys Fear No Hyenas
- Demonic
- Den gode dinosaurien
- Dhanak
- Dheepan
- The Diary of a Teenage Girl
- Don't Mess with Texas
- Dragonheart 3: The Sorcerer's Curse
- Drottning Kristina – Den vilda drottningen
- The DUFF

E
- Elser
- En bit av 50-talet
- En väldig vänskap
- Enklava
- Entourage
- Equals
- Ett päron till farsa: Nästa generation
- Everest
- Every Thing Will Be Fine
- Ex Machina
- Eye in the Sky

F
- Fantastic Four
- Far from the Madding Crowd
- Fast & Furious 7
- Fifty Shades of Grey
- The Finest Hours
- Focus
- Frankenstein vs. The Mummy
- Fåret Shaun - Filmen

G
- Gerilla
- Get Hard
- Goosebumps
- Grandma
- Grimsby
- The Gunman

H
- Hajnali láz
- Hardcore
- The Hateful Eight
- Hellions
- Hitman: Agent 47
- Hitting the Apex
- Home
- Hot Pursuit
- Hot Tub Time Machine 2
- Hotell Marigold 2
- Hotell Transylvanien 2
- The Hunger Games: Mockingjay – Part 2

I
- I dine hænder
- I nöd eller lust
- I väntan på ett mirakel
- Icon
- Idealisten
- Imorgon
- In the Heart of the Sea
- Ingen ko på isen
- Insidan ut
- Insidious: Chapter 3
- Insurgent
- The Intern
- Into the Grizzly Maze
- Irrational Man

J
- Jag är Ingrid
- Jane Got a Gun
- Jem and the Holograms
- Joy
- Jupiter Ascending
- Jurassic World
- Justice league vs Legion of Doom
- Jönssonligan – Den perfekta stöten

K
- The Kitchen Sink
- Klanen
- Knight of Cups
- Krampus
- Kvinnan i guld

L
- Lake Placid vs. Anaconda
- Last Knights
- The Last Witch Hunter
- Le noveau
- Legend
- Listen to Me Marlon
- Liza, a rókatündér
- Lo chiamavano Jeeg Robot
- Långt uppe i norr

M
- Macbeth
- Mad Max: Fury Road
- Maggie
- Magic Mike XXL
- The Man from U.N.C.L.E.
- The Man with the Iron Fists 2
- The Martian
- Masterminds
- Mavis!
- Max
- Max's Movie
- Maze Runner: The Scorch Trials
- Me and Earl and the Dying Girl
- Medan vi drömde
- Michiel de Ruyter
- Minioner
- Mission: Impossible – Rogue Nation
- Monster High: Boo York, Boo York
- Monster High: Endast för spöken
- Monster Trucks
- Mortdecai
- Mothers of the Bride
- Mr. Gaga
- Mr. Holmes
- Mäklaren

N
- Nicke Nyfiken 3 - Tillbaka till djungeln
- No Escape

O
- O Sverige, gulbleka moder!
- Odjuret och hans lärling
- Odödliga
- Ooops! Var är Arken?
- Our Kind of Traitor

P
- Palmer i snön
- Pan
- Paper Towns
- Paranormal Activity: The Ghost Dimension
- Parched
- Pay the Ghost
- Pelé Pingvin kommer till stan
- A Perfect Day
- The Perfect Guy
- Persona 3 The Movie: Chapter 3, Falling Down
- Pitch Perfect 2
- Pixels
- Point Break
- Poltergeist
- The Program
- Project Almanac
- Pärlemorknappen
- Päron och lavendel

R
- The Revenant
- Ricki and the Flash
- R.L. Stine's Monsterville: The Cabinet of Souls
- Rock the Kasbah
- Ronaldo
- Room
- Run All Night
- Råggywood – Vi ska bli rappare

S
- San Andreas
- San Andreas Quake
- Scooby-Doo! And Kiss: Rock and Roll Mystery
- Scooby-Doo! Moon Monster Madness
- Scouts Guide to the Zombie Apocalypse
- Self/less
- Sensoria
- She's Funny That Way
- Sicario
- Sinister 2
- Sisters
- Skämmerskans dotter
- Snobben
- Snuten i varuhuset 2
- Southpaw
- Spectre
- Spionernas bro
- Spotlight
- Spy
- Star Wars: The Force Awakens
- Steve Jobs
- Straight Outta Compton
- Strange Magic
- Stulna blickar
- Suburra
- Suffragette
- SvampBob Fyrkant: Äventyr på torra land
- Sverige är fantastiskt
- Sword of Vengeance
- Så ock på jorden
- Sällskapet – El club

T
- Ted 2
- Terminator: Genisys
- Three Generations
- Tomorrowland: A World Beyond
- Trainwreck
- The Transporter Refueled
- Trumbo
- Þrestir
- Trevligt folk

U
- Under sanden
- Unfinished Business

V
- The Vatican Tapes
- Vice
- Victor Frankenstein
- Victoria
- The Visit
- Vitt skräp
- Viva
- Vågen

W
- The Walk
- We Are Your Friends
- The Wedding Ringer
- Wild Card
- The Woman in Black 2: Angel of Death

X
- X-Mas

Y
- Youth

## Avlidna
- 7 januari – Rod Taylor, 84, australisk-amerikansk skådespelare.
- 10 januari – Taylor Negron, 57, amerikansk manusförfattare, skådespelare och komiker.
- 10 januari – Francesco Rosi, 92, italiensk filmregissör och manusförfattare.
- 11 januari – Anita Ekberg, 83, svensk skådespelare och fotomodell.
- 17 januari – Faten Hamama, 83, egyptisk skådespelare och producent.
- 29 januari – Rod McKuen, 81, amerikansk kompositör.
- 30 januari – Geraldine McEwan, 82, brittisk skådespelare.
- 31 januari – Lizabeth Scott, 92, amerikansk skådespelare.
- 4 februari – Rune Ericson, 90, svensk filmfotograf.
- 6 februari – Kathrine Windfeld, 48, dansk regissör och regiassistent.
- 12 februari – Movita Castaneda, 98, amerikansk skådespelare.
- 14 februari – Louis Jourdan, 93, fransk skådespelare.
- 27 februari – Leonard Nimoy, 83, amerikansk skådespelare och regissör.
- 20 mars – Gregory Walcott, 87, amerikansk skådespelare.
- 27 mars – Fillie Lyckow, 80, svensk skådespelare.
- 30 mars – Robert Z'Dar, 64, amerikansk skådespelare och producent.
- 2 april – Manoel de Oliveira, 106, portugisisk regissör och manusförfattare.
- 5 april – Julie Wilson, 90, amerikansk skådespelare och sångare.
- 7 april – Geoffrey Lewis, 79, amerikansk skådespelare.
- 10 april – Judith Malina, 88, tysk-amerikansk skådespelare.
- 15 april – Jonathan Crombie, 48, kanadensisk skådespelare.
- 26 april – Jayne Meadows, 95, amerikansk skådespelare.
- 1 maj – Grace Lee Whitney, 85, amerikansk skådespelare.
- 4 maj – Ellen Albertini Dow, 101, amerikansk skådespelare.
- 9 maj – Elizabeth Wilson, 94, amerikansk skådespelare.
- 15 maj – Didi Petet, 58, indonesisk skådespelare.
- 5 juni – Richard Johnson, 87, brittisk skådespelare.
- 7 juni – Christopher Lee, 93, brittisk skådespelare.
- 11 juni – Ron Moody, 91, brittisk skådespelare.
- 12 juni – Monica Lewis, 93, amerikansk skådespelare och sångare.
- 13 juni – Magnus Härenstam, 73, svensk skådespelare och komiker.
- 22 juni – James Horner, 61, amerikansk kompositör.
- 23 juni – Magali Noël, 83, fransk skådespelare.
- 23 juni – Dick Van Patten, 86, amerikansk skådespelare.
- 25 juni – Patrick Macnee, 93, brittisk-amerikansk skådespelare.
- 3 juli – Fred Hjelm, 78, svensk skådespelare och regissör.
- 3 juli – Amanda Peterson, 43, amerikansk skådespelare.
- 6 juli – Jerry Weintraub, 77, amerikansk filmproducent och talangscout.
- 10 juli – Roger Rees, 71, brittisk skådespelare.
- 10 juli – Omar Sharif, 83, egyptisk skådespelare.
- 1 november – Leif Furhammar, 78, svensk filmvetare, filmkritiker och författare.